# Nick Hardt
Nick Hardt (* 20. September 2000 in Santiago de los Caballeros) ist ein dominikanischer Tennisspieler.

## Karriere
Hardt spielte bis 2018 auf der ITF Junior Tour. Sein bestes Ergebnis bei Grand-Slam-Turnieren war das Viertelfinale bei den French Open 2018, als er gegen die Nummer 1 der Junioren und den späteren Finalisten Sebastián Báez verlor. Sein bestes Turnierresultat war der Finaleinzug in Porto Alegre, ein Turnier das wie die Grand-Slam-Turniere zur Kategorie Grade A gehört, wo er abermals Báez unterlag. In der Junior-Rangliste kletterte er im März 2018 auf Rang 16.
Bei den Profis spielte Hardt 2015 erste Turniere der drittklassigen ITF Future Tour. 2016 platzierte er sich das erste Mal in der Tennisweltrangliste, bis Ende 2018 gelangen ihm aber keine besonderen Erfolge. Schon während seiner Zeit als Junior gab er sein Debüt für die dominikanische Davis-Cup-Mannschaft, wo er Nicolás Jarry in zwei Sätzen unterlag. Ende 2018 gewann Hardt im Einzel seinen ersten Future-Titel, nachdem er zuvor erst einmal im Viertelfinale gestanden hatte. 2019 gewann er im Einzel einen und im Doppel drei Titel. Durch erste Siege auf der ATP Challenger Tour und weitere gute Ergebnisse bei Futures schloss er das Jahr um fast 1000 Plätze besser als im Vorjahr, auf Rang 511 ab. Im Doppel stand er mit Platz 739 erstmals in den Top 1000. 2020 gewann er seinen dritten Einzel-Titel und zwei weitere Titel im Doppel. Pandemiebedingt war die Saison verkürzt, sodass Hardt erst 2021 wieder regelmäßig spielte. Mitte des Jahres gewann er einmal 13 und einmal 9 Matches in Folge und war viermal bei Futuresfinals siegreich (einmal im Doppel), sodass er häufiger bei Challengers spielberechtigt war. Kurz vor Saisonende zog er in Antalya bei zwei aufeinanderfolgenden Turnieren ins Viertelfinale ein. Platz 352 stand Ende der Saison zu Buche.
2022 wechselten sich Futures und Challengers ab. Nach weniger Erfolg auf der Challenger-Ebene am Jahresanfang gewann er seinen 8. Future-Titel. Im Juli kam Hardt das erste Mal unter die letzten Vier bei einem Challenger in Bogotá. Seinem anschließenden 9. Futuretitel folgte in Alicante sein erster Einzug ins Endspiel eines Challengers; er unterlag Lukáš Klein. Das Jahr beendete er mit seinem 10. Future-Titel und Platz 208. Anfang 2023 konnte er das erste Mal in der Qualifikation der Australian Open, einem Grand-Slam-Turnier, starten, verlor allerdings gegen Elias Ymer. Seinen ersten Erfolg auf der Challenger Tour feierte er im April 2024 durch einen Finalsieg gegen Bernabé Zapata Miralles in Barcelona.
Seine Bilanz im Davis Cup ist mit 5:10 negativ.

## Erfolge
| Legende (Anzahl der Siege)  |
| Grand Slam                  |
| ATP World Tour Finals       |
| ATP World Tour Masters 1000 |
| ATP World Tour 500          |
| ATP World Tour 250          |
| ATP Challenger Tour (1)     |

### Einzel

#### Turniersiege
| Nr. | Datum         | Turnier   | Belag | Finalgegner             | Ergebnis      |
| --- | ------------- | --------- | ----- | ----------------------- | ------------- |
| 1.  | 7. April 2024 | Barcelona | Sand  | Bernabé Zapata Miralles | 6:4, 3:6, 6:2 |